# Muscadet-côtes-de-grandlieu
Pour les articles homonymes, voir Muscadet.
Le muscadet-côtes-de-grandlieu est un vin blanc d'appellation d'origine contrôlée produit dans la Loire-Atlantique et sur une petite partie de la Vendée.
Il ne doit pas être confondu avec les appellations voisines : muscadet, muscadet-coteaux-de-la-loire et muscadet-sèvre-et-maine.

## Présentation
Ce vignoble, classé AOC depuis le 29 décembre 1994, couvrait en 2005 une superficie de 300 hectares au sud de Nantes autour du Lac de Grand-Lieu dans le département de la Loire-Atlantique.  Il déborde sur le département de Vendée. Le décret du 9 octobre 1995 a remplacé l'ancienne dénomination de Muscadet Côtes de Grand Lieu.
Les vins du Muscadet sont vinifiés en blanc sec à partir d'un cépage unique, le melon (appelé « muscadet » localement, on le retrouve aussi sous les dénominations de melon de Bourgogne, gamay de Bourgogne ou melon musqué). Les vins doivent présenter un titre alcoométrique naturel de 9 % vol. et le moût doit présenter une richesse en sucre de 144 g/l. Le rendement de base est fixé à 55 hl/ha. La densité des plantations doit être comprise entre 6 500 et 7 500 pieds/ha.
La dénomination « sur lie » (ou sur lies) peut être ajoutée à l'appellation. Dans ce cas, les vins doivent avoir passé un seul hiver en fût ou en cuves et se trouver encore sur leurs lies de fermentation au moment de la mise en bouteille qui se situe entre le 1er mars et le 30 juin ou entre le 15 octobre et le 30 novembre.

## Aire de production

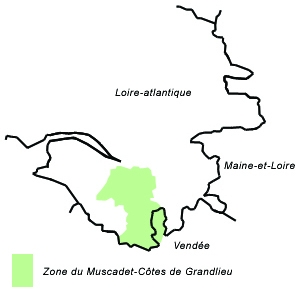
Zone de l'appellation muscadet-côtes-de-grandlieu.

Seul ont droit à l'appellation muscadet-côtes-de-grandlieu les vins récoltés sur les territoires de :
- 17 communes de la Loire-Atlantique : Bouaye, Bouguenais, Brains, La Chevrolière, Corcoué-sur-Logne, Legé, La Limouzinière, Pont-Saint-Martin, Port-Saint-Père, Saint-Aignan-Grandlieu, Saint-Colomban, Saint-Léger-les-Vignes, Saint-Lumine-de-Coutais, Saint-Mars-de-Coutais, Saint-Philbert-de-Grand-Lieu, Sainte-Pazanne et Touvois.
- 2 communes de Vendée : Rocheservière et Saint-Philbert-de-Bouaine.